# Alciônides
As Alciônides (em grego clássico: Ἀλκυονίδες, Alkyonides) eram, na mitologia grega, as sete filhas do gigante Alcioneu.

## Nomes
Essas irmãs eram conhecidas individualmente como: Alcipe, Anteia, Astéria, Drimo, Metone, Palene e Fostônia.

## Mitologia
Quando seu pai Alcioneu foi morto por Héracles, as Alciônides desesperadas se jogaram ao mar e foram transformadas em alcíones (um pássaro semelhante ao martim pescador) por Anfitrite.

## Legado

### Ilhas
As Alciônides também são pequenas ilhas rochosas no golfo de Corinto muito perto da costa da Ática, Peloponeso e Grécia Central, recebendo o nome de figuras mitológicas. Elas relataram uma população do censo de 2001 de nove habitantes e fazem parte administrativamente do município de Loutraki-Perachora em Coríntia.

### Clima
O termo Alciônides também se refere a um fenômeno meteorológico do clima grego central. Quase todos os anos, no período após o Natal até meados de janeiro, há um período ininterrupto de dias com céu azul claro e temperaturas quentes, que pelo menos na região de Atenas podem chegar a mais de 20°C ao longo do dia.

### Astronomia

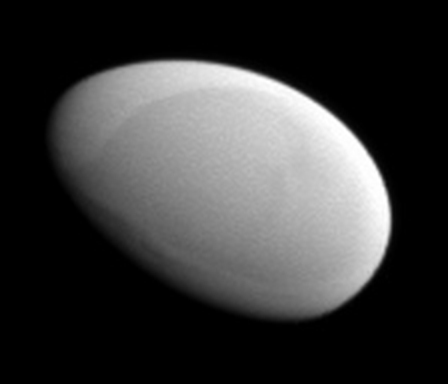
Metone (Saturno XXXII)

Os satélites naturais do planeta Saturno, Metone, Anteia e Palene são nomeados em homenagem a três das Alciônides.